# NGC 2160
NGC 2160 је расејано звездано јато у сазвежђу Златна риба које се налази на NGC листи објеката дубоког неба.
Деклинација објекта је - 68° 17' 23" а ректасцензија 5h 58m 12,9s. Привидна величина (магнитуда) објекта NGC 2160 износи 12,2 а фотографска магнитуда 12,4. NGC 2160 је још познат и под ознакама ESO 57-SC61.